# أولاد ميني (مسرحية موسيقية)
«أولاد ميني» بالإنجليزية (Minnie's Boys) هي مسرحية موسيقية لها كتاب كتبت بواسطة آرثر ماركس وروبرت فيشر وموسيقى بواسطة لاري جروسمان وكلمات بواسطة هال هاكاداي.
تدور أحداثها حول نظرة ما وراء الكواليس إلى الأيام الأولى للإخوة ماركس وعلاقتهم بوالدتهم التي كان القوة الدافعة وراء نجاحهم الأمثل.

## وصلات خارجية
- أولاد ميني في قاعدة بيانات إنترنت برودواي.